# 1931
1931 (MCMXXXI) je bilo navadno leto, ki se je po gregorijanskem koledarju začelo na četrtek.

## Dogodki
- 60 kV daljnovod Velenje-Podlog-Črnuče, dolg 65,5 kilometra, poveže Šaleško dolino z ljubljansko regijo in omogoči elektrifikacijo mesta Ljubljane in okolice.
- 27. januar - Pierre Laval sestavi vlado Francije.
- 10. februar - New Delhi postane prestolnica Indije.
- 3. marec - The Star-Spangled Banner je sprejeta kot himna Združenih držav Amerike.
- 31. marec - v potresu, ki uniči mesto Managua v Nikaragvi, umre 2.000 ljudi.
- 14. april - v Madridu je razglašena Druga španska republika.
- 1. maj - dokončan Empire State Building v New Yorku.
- 16. julij - cesar Haile Selassie podpiše prvo etiopsko ustavo.
- julij – november - v katastrofalnih poplavah reke Huang He na Kitajskem umre po ocenah med 850.000 in 4.000.000 ljudi, kar velja za eno od najhujših zabeleženih naravnih katastrof vseh časov.
- 18. september - Japonska izkoristi uprizorjeni incident v Mukdenu kot povod za napad na Mandžurijo; začetek druge sino-japonske vojne.
- 17. oktober - ameriški gangster Al Capone je obsojen na enajstletno zaporno kazen zaradi utaje davkov.

## Rojstva
- 5. januar - Robert Duvall, ameriški filmski igralec
- 1. februar - Boris Nikolajevič Jelcin, ruski politik († 2007)
- 28. februar - Borut Pečar, slovenski arhitekt, pisatelj, ilustrator in karikaturist († 2009)
- 2. marec - Mihail Sergejevič Gorbačov, ruski politik († 2022)
- 3. marec - Anatolij Djatlov, ukrajinski inženir († 1995)
- 24. marec - France Rozman, slovenski duhovnik, teolog, biblicist, prevajalec in profesor († 2001)
- 3. junij - Raúl Castro, kubanski revolucionar in politik
- 21. junij - Janez Boljka, slovenski kipar, slikar in grafik († 2013)
- 27. junij - Alojz Srebotnjak, slovenski skladatelj in pedagog († 2010)
- 11. julij - Tullio Regge, italijanski fizik († 2014)
- 3. avgust - Vladimir Borisovič Braginski, ruski fizik († 2016)
- 6. avgust - Franc Copf, slovenski kirurg, izumitelj prve bionične endoproteze kolka († 2011)
- 8. avgust - sir Roger Penrose, angleški fizik, astrofizik, kozmolog, matematik in filozof
- 29. september - James Watson Cronin, ameriški fizik, nobelovec († 2016)
- 1. oktober - Franc Košir, slovenski glasbenik († 1991)
- 4. oktober - Richard Rorty, ameriški filozof († 2007)
- 7. oktober - Desmond Tutu, južnoafriški anglikanski duhovnik, nadškof in borec proti apartheidu, nobelovec († 2021)
- 10. oktober - João Gilberto, brazilski pevec in kitarist († 2019)
- 19. oktober - John le Carre, britanski pisatelj († 2020)
- 21. oktober - Kajetan Kovič, slovenski pesnik, pisatelj, literarni kritik, esejist, urednik, novinar in prevajalec († 2014)
- 3. november - Božo Kos, slovenski ilustrator, urednik in satirik († 2009)
- 5. november - Charles Taylor, kanadski filozof
- 11. december - Ronald Dworkin, ameriški filozof († 2013)
- 11. december - Osho, indijski mistik in guru († 1990)

## Smrti
- 23. januar - Ana Pavlova, ruska balerina (* 1881)
- 11. februar - Charles Algernon Parsons, angleški inženir (* 1854)
- 13. februar - Ivan Baša, madžarsko-slovenski pisatelj in lendavski dekan (* 1875)
- 10. april - Khalil Gibran, libanonsko ameriški pisatelj, pesnik in filozof (* 1883)
- 26. april - George Herbert Mead, ameriški psiholog, sociolog in filozof (* 1863)
- 9. maj - Albert Abraham Michelson, nemško-ameriški fizik, nobelovec (* 1852)
- 12. maj - Eugène Ysaÿe, belgijski violinist in skladatelj (* 1858)
- 18. oktober - Thomas Alva Edison, ameriški izumitelj, fizik, elektroinženir in matematik (* 1847)
- 21. oktober - Arthur Schnitzler, avstrijski pisatelj, zdravnik (* 1862)
- 4. november - George Frank Elliot, ameriški general marincev (* 1846)
- 13. december - Gustave Le Bon, francoski socialni psiholog (* 1840)

## Nobelove nagrade
- Fizika - ni bila podeljena
- Kemija - Carl Bosch, Friedrich Bergius
- Fiziologija ali medicina -  Otto Heinrich Warburg
- Književnost - Erik Axel Karlfeldt
- Mir - Jane Addams, Nicholas Murray Butler